# Vágújfalu
Vágújfalu (szlovákul Nová Ves nad Váhom) község Szlovákiában, a Trencséni kerület Vágújhelyi járásában.

## Fekvése
Vágújhelytől 8 km-re délkeletre, a Vág bal oldalán fekszik.

## Története
1419-ben „Wyfalw” néven említik először. 1522-ben „Nova Villa” alakban említik. A beckói uradalomhoz tartozott. 1598-ban 44 ház állt a településen. 1720-ben szőlőskertje és 36 adózója volt. 1784-ben 76 házában 96 családban 597 lakos élt.
A 18. század végén Vályi András így ír róla: „Vág-Újfalu. Trentsén Várm. földes Urai több Urak; határja hegyes, és vőlgyes.”
1828-ban 85 háza és 810 lakosa volt. Lakói főként mezőgazdasággal foglalkoztak.
Fényes Elek 1851-ben kiadott geográfiai szótárában így ír a faluról: „Ujfalu, (Beczkó) vagy Vágh), Trencsén m. tót falu, a beczkói uradalomban: 727 kath., 39 zsidó lak. Kath. paroch. templommal. Ut. post. Trencsén.”
A trianoni békéig Trencsén vármegye Trencséni járásához tartozott.

## Népessége
| Év:            | 1994. | 2004.   | 2014.   | 2024.   |
| -------------- | ----- | ------- | ------- | ------- |
| Emberek száma: | 534   | 517     | 542     | 564     |
| Eltérés:       |       | -3,18 % | +4,83 % | +4,05 % |

| Év:            | 2023. | 2024.   |
| -------------- | ----- | ------- |
| Emberek száma: | 560   | 564     |
| Eltérés:       |       | +0,71 % |

1910-ben 651, túlnyomórészt szlovák anyanyelvű lakosa volt.
2001-ben 484 lakosából 476 szlovák volt.
2011-ben 561 lakosából 555 szlovák volt.

## Nevezetességei
- Szent Márton tiszteletére szentelt római katolikus temploma a 13. század végén épült kora gótikus stílusban. 1538-ban reneszánsz, majd a 18. században barokk stílusban építették át. 1943-ban bővítették.
- Barokk kápolnája 18. századi.
- Zsinagógája a 18. század végén épült.

## Külső hivatkozások
- Hivatalos oldal
- E-obce.sk Archiválva 2008. szeptember 20-i dátummal a Wayback Machine-ben
- Községinfó
- Vágújfalu Szlovákia térképén